# Peter Vischer il Vecchio
Peter Vischer il vecchio (Norimberga, 1455 – Norimberga, 7 gennaio 1529) è stato uno scultore tedesco, grande esponente della Scultura rinascimentale in Germania.

## Biografia
Formatosi nella fonderia d'ottone di famiglia, seguì gli insegnamenti di suo padre, Hermann († 1488). Nel 1485 sposò Margarethe Groß, dalla quale ebbe cinque figli, tre dei quali divennero scultori: Hermann detto il Giovane (1486-1516), Peter, detto il Giovane (1487-1528) e Hans (1490-1549); gli altri due, avuti da altri due matrimoni, Jakob e Paul, lavorarono comunque nella fonderia Vischer.
Con la morte del padre, nel 1488, Peter prese in mano la fonderia facendola divenire la più famosa in Germania. Divenne Master (Maestro) nel 1489. Nel 1494 venne convocato dall'Elettore palatino Filippo il Giusto alla corte di Heidelberg. Tuttavia ritornò a Norimberga e continuò a lavorare nella fonderia di famiglia insieme ai suoi cinque figli. Nel 1495 realizzò la lastra tombale in bronzo per l'arcivescovo Ernesto II di Sassonia, nel Duomo di Magdeburgo. Dal 1496 al 1503 lavorò alla tomba del vescovo Jan IV Roth per la Cattedrale di Breslavia. Nel 1511, il Consiglio comunale lo nominò, insieme a Albrecht Dürer, esperto, affidandogli la restaurazione della Schöner Brunnen di Norimberga.
Dopo il 1500 si trovò a lavorare insieme a Veit Stoss. Nel 1512-13 ricevette una commessa dall'imperatore Massimiliano I d'Asburgo, due statue a grandezza naturale in bronzo dei re Artù e Teodorico il Grande, per il suo ambizioso progetto della tomba monumentale che stava realizzando nella Hofkirche di Innsbruck.
Contemporaneamente, dal 1508 al 1519, Peter Vischer lavorava, insieme ai figli e a Jacopo de' Barbari, a quello che sarà il suo massimo capolavoro, la Tomba di San Sebaldo, per il coro della Chiesa di San Sebaldo a Norimberga, grande opera della Scultura rinascimentale tedesca.
Peter Vischer venne sepolto nel Cimitero di San Rocco a Norimberga ed a lui è dedicato anche un busto nel famoso Walhalla.
Tra i suoi numerosi allievi, si ricorda lo scultore Adam Kraft.

## Discendenza
Dal suo matrimonio nacquero cinque figli, tutti che nel 1453 lavoravano insieme nella fonderia creata dal padre. Tra questi:
- Hermann il Giovane (* verso il 1486 a Norimberga; † 1º gennaio 1517 a Norimberga) tra il 1516 e il 1517 fu in Italia a studiare; a lui risale probabilmente il secondo progetto della norimberghese tomba di san Sebaldo da Norimberga, dopo che il primo progetto del padre fu respinto dal Consiglio di Norimberga, che egli realizzò.
- Peter il Giovane (* verso il 1487 a Norimberga; † 1528 a Norimberga) realizzò con il padre il gioiello figurativo della tomba di Sebaldo; fu anche autore di monumenti funebri e di medaglie, nei quali egli unì lo stile del padre a belle forme italiane.
- Hans (* verso il 1489 a Norimberga; † 8 settembre 1550 a Eichstätt) subentrò nel 1529 quale terza generazione nella gestione della fonderia.

## Opere

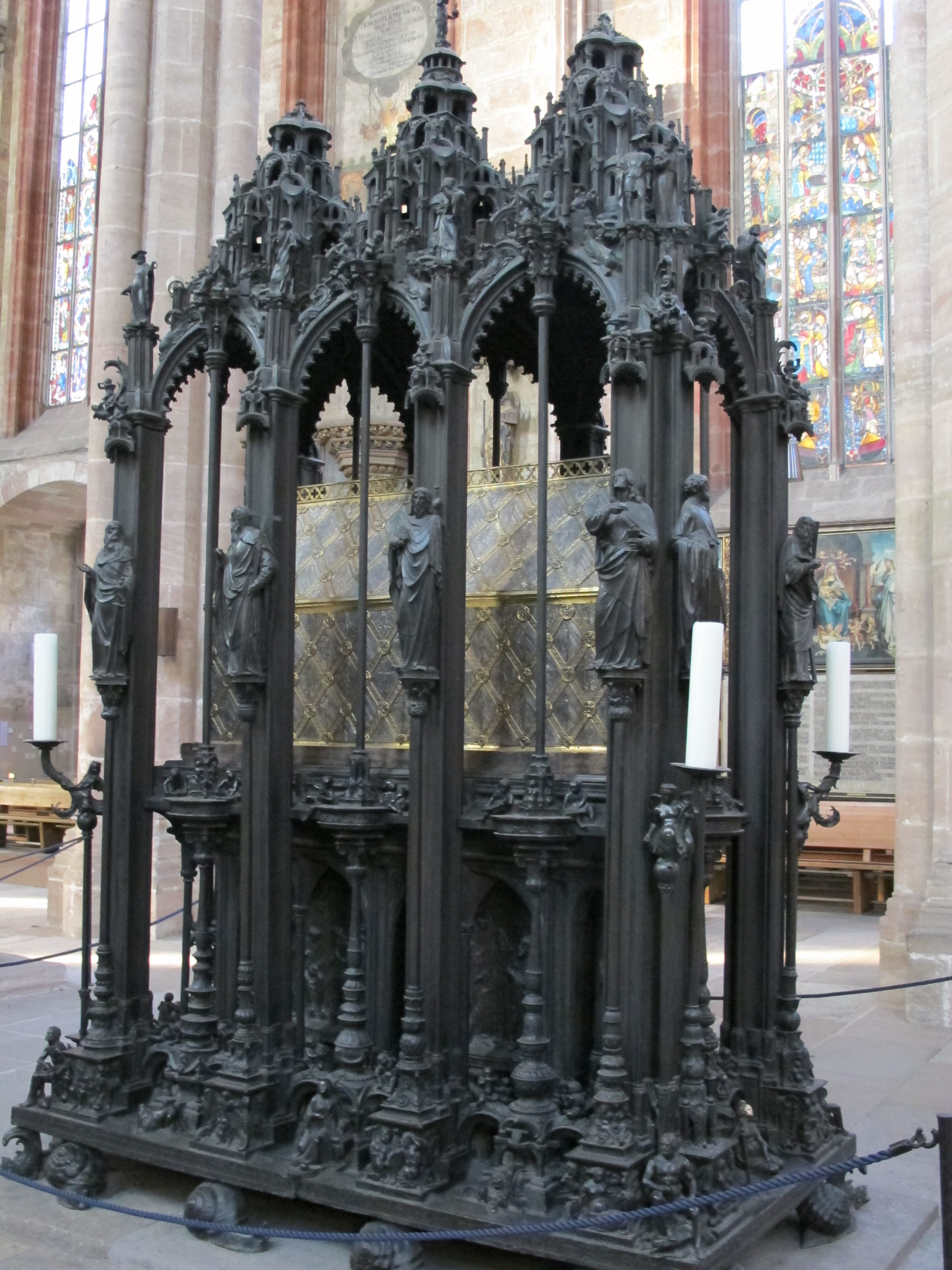
la Tomba di San Sebaldo del 1508/19 nella Chiesa di San Sebaldo a Norimberga.

- Lastra tombale per Margherita d'Austria, Elettrice di Sassonia, 1486; Cappella del Castello di Altenburg.
- Angeli candelabri, 1488/89; Chiesa di San Lorenzo a Norimberga.
- Astbrecher, Statuetta di un uomo inginocchiato, 1490; Museo Nazionale Bavarese di Monaco di Baviera.
- Lapide per il Principe-Vescovo Enrico III Groß von Trockau, 1492; Duomo di Bamberga.
- Lapide per il Principe-Vescovo Vito I Truchseß von Pommersfelden, 1503; Duomo di Bamberga.
- Lapide per il Principe-Vescovo Giorgio II Ebnet, 1505; Duomo di Bamberga.
- Tomba monumentale per l'Arcivescovo Ernsto II di Sassonia, 1495; Duomo di Magdeburgo.
- Epitaffio per il vescovo Jan IV Roth, 1496-1503; Cattedrale di Breslavia.
- Lastra tombale in pietra per Philippus Kallimachus, 1496; Chiesa dei Domenicani di Cracovia.
- Lastra tombale per Piotr Kmita, 1505; Cattedrale del Wawel a Cracovia.
- Statuetta di San Maurizio, probabilmente 1507; Germanisches Nationalmuseum di Norimberga.
- Statua di un Cane da caccia; Germanisches Nationalmuseum di Norimberga.
- Tomba di San Sebaldo, 1508/19; Chiesa di San Sebaldo a Norimberga.
- Tomba del conte Hermann VIII von Henneberg e sua moglie Elizabeth, 1510; Collegiata di Römhild.
- Lastra tombale del duca Albrecht; Duomo di Meißen.
- Lastra tombale della duchessa Amalie; Duomo di Meißen.
- Lastra tombale della duchessa Sidonie; Duomo di Meißen.
- Statua bronzea di Re Artù, 1512-13; Hofkirche di Innsbruck.
- Statua bronzea del re dei Goti Teodorico il Grande, 1512-13; Hofkirche di Innsbruck.
- Cancellata della Cappella Fugger, 1512, Chiesa di Sant'Anna di Augusta.
- Fonte Battesimale, 1514-15; Parrocchiale di Sant'Andrea a Ochsenfurt.
- Epitaffio per Gotthard Wigerinck, 1518; Chiesa di Santa Maria di Lubecca.
- Rilievo dell'Incoronazione della Vergine, 1521; Duomo di Erfurt.
- Lastra tombale per Margarete Tucher, 1521; Duomo di Ratisbona.
- Lastra tombale per la famiglia Eisen, 1522; Chiesa di Sant'Egidio di Norimberga.
- Epitaffio per Alberto di Hohenzollern, Arcivescovo elettore di Magonza, 1525; Collegiata di Aschaffenburg.
- Epitaffio per la duchessa Helene di Meclemburgo, 1527; Duomo di Schwerin.
- Tomba con statua giacente per Giovanni I di Brandeburgo, Principe elettore di Brandeburgo, intorno al 1530; Duomo di Berlino.

## Galleria d'immagini

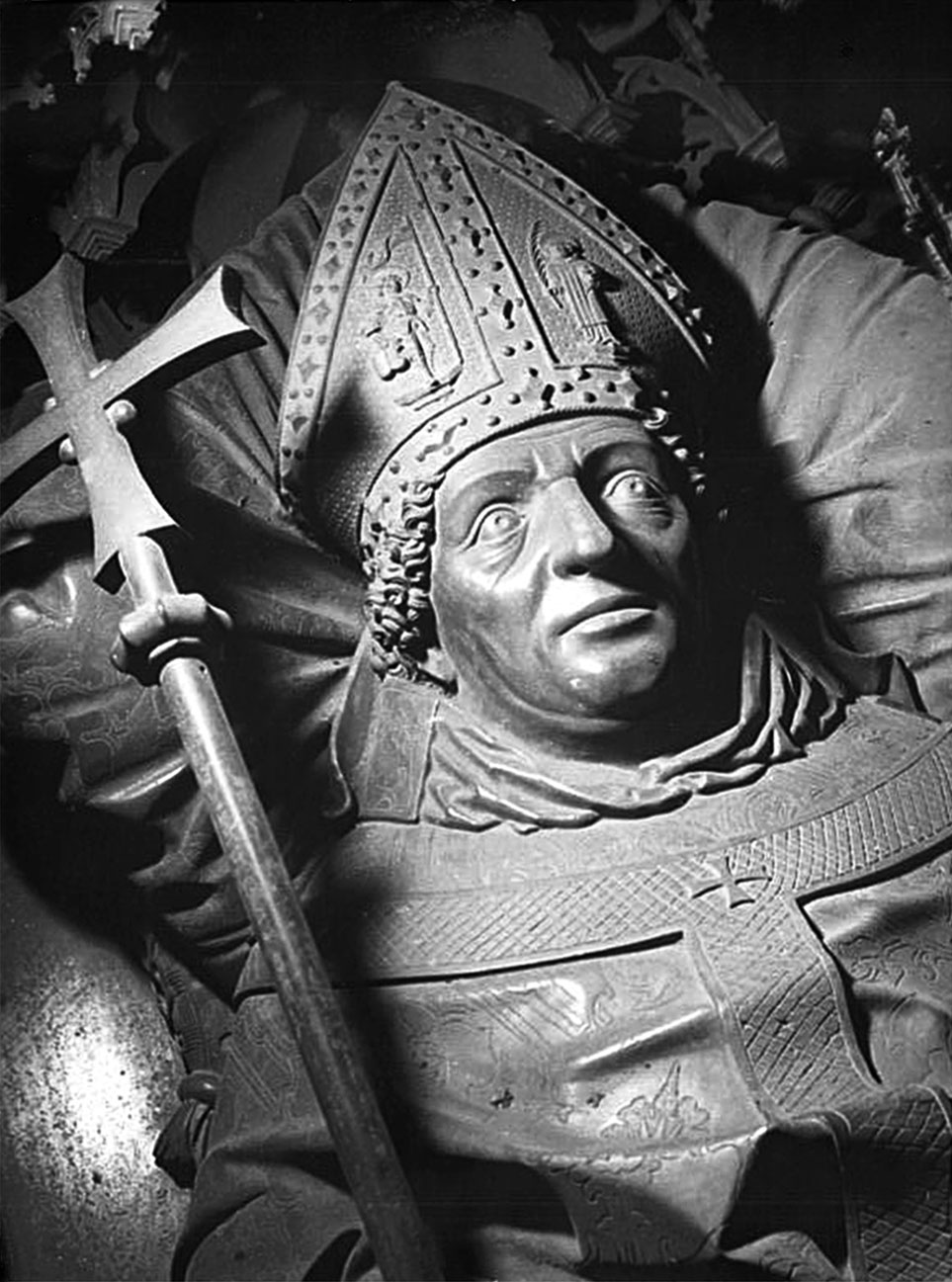
Tomba monumentale per l'Arcivescovo Ernsto II di Sassonia, 1495; Duomo di Magdeburgo.
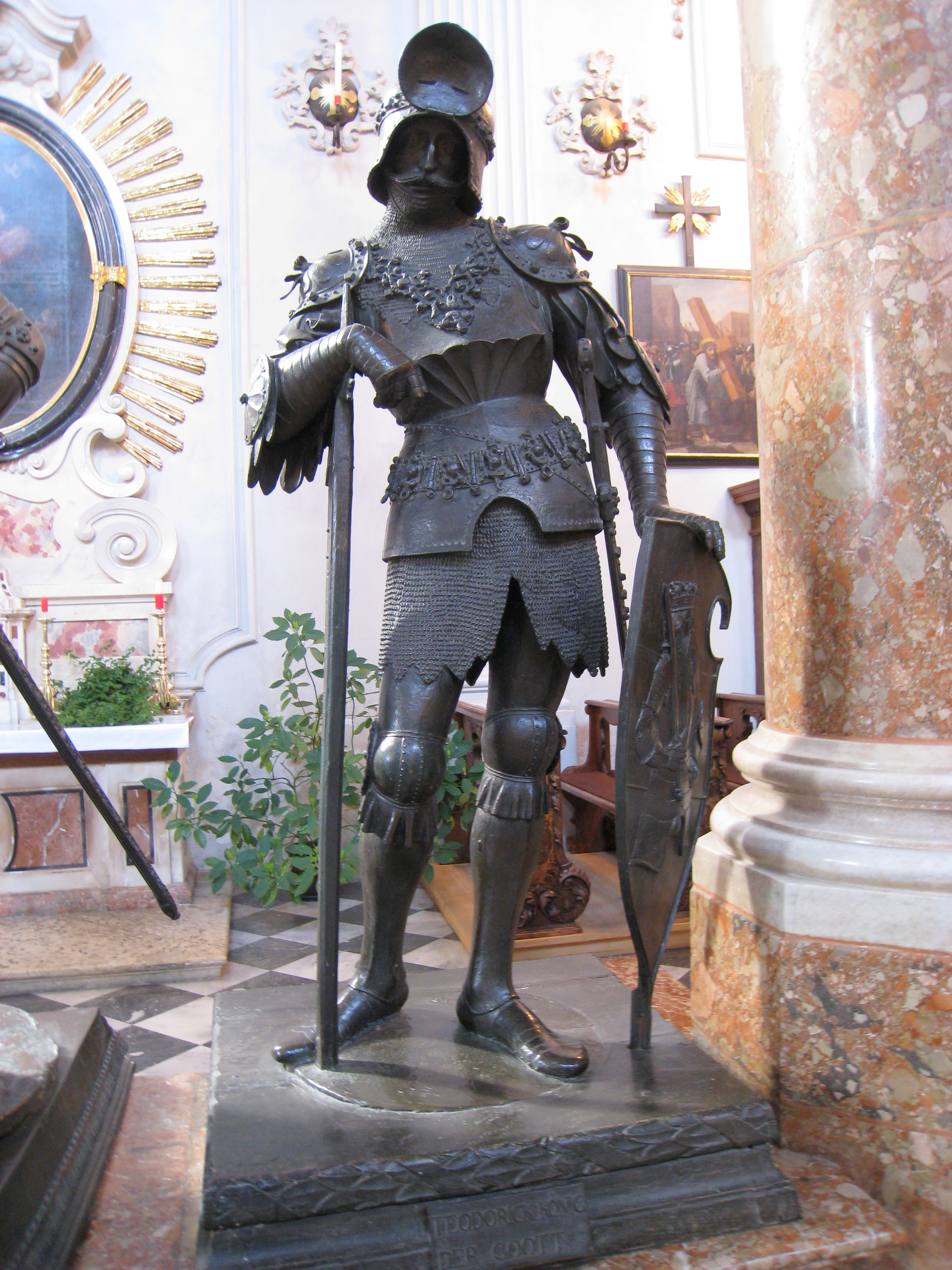
Statua bronzea di Teodorico il Grande, 1512-13; Hofkirche di Innsbruck.
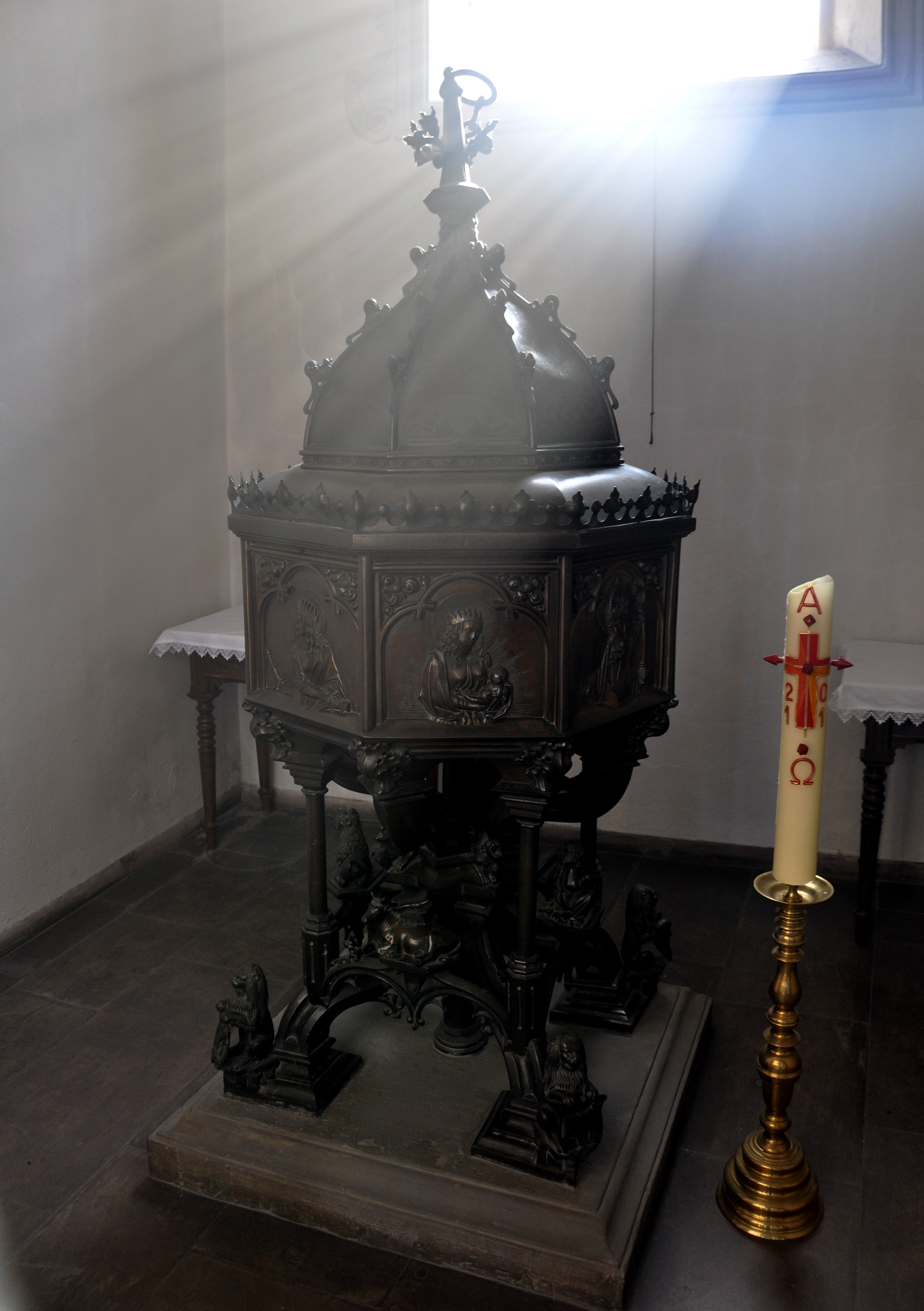
Fonte Battesimale, 1514-15; Parrocchiale di Sant'Andrea a Ochsenfurt.
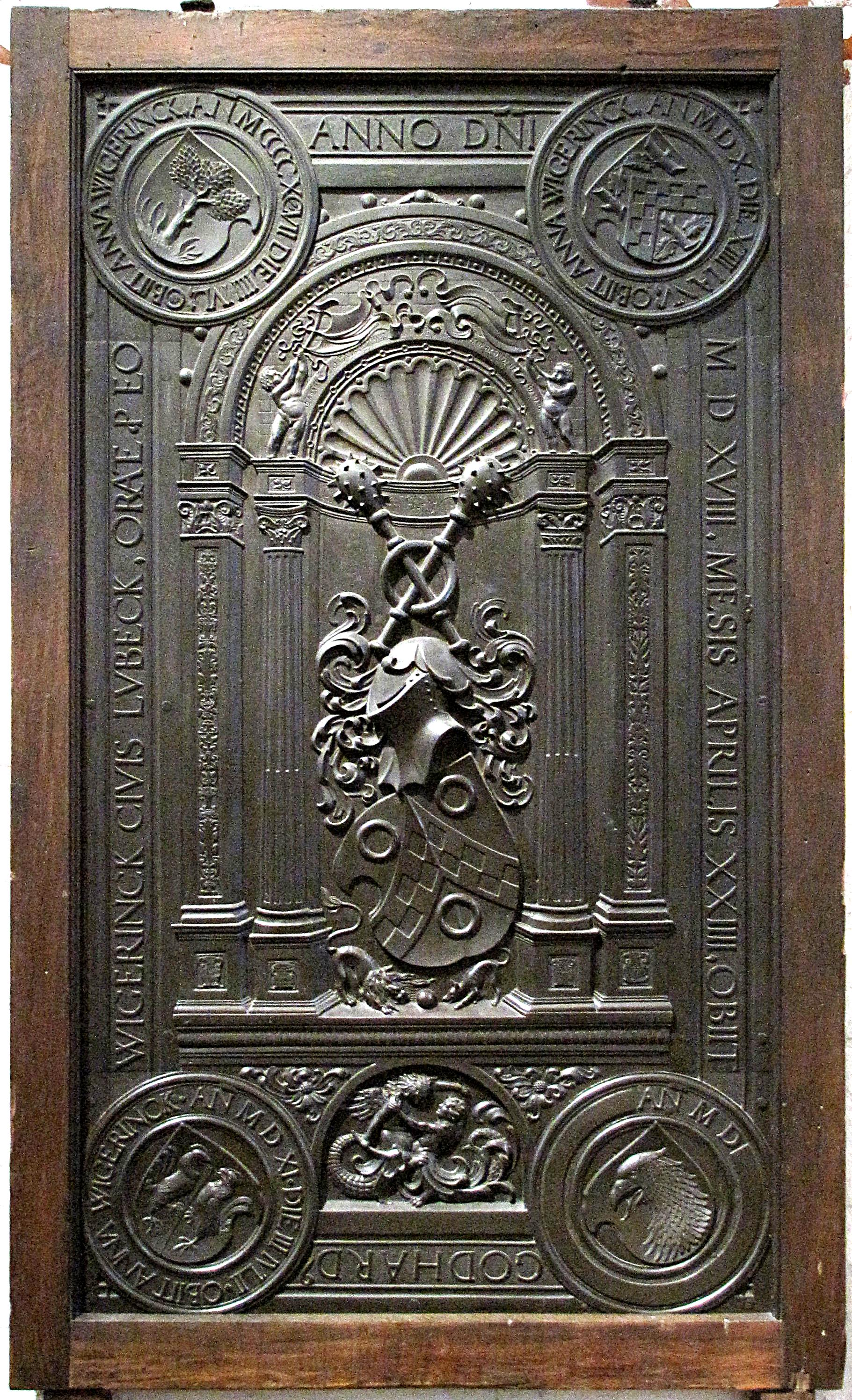
Epitaffio per Gotthard Wigerinck, 1518; Chiesa di Santa Maria di Lubecca.
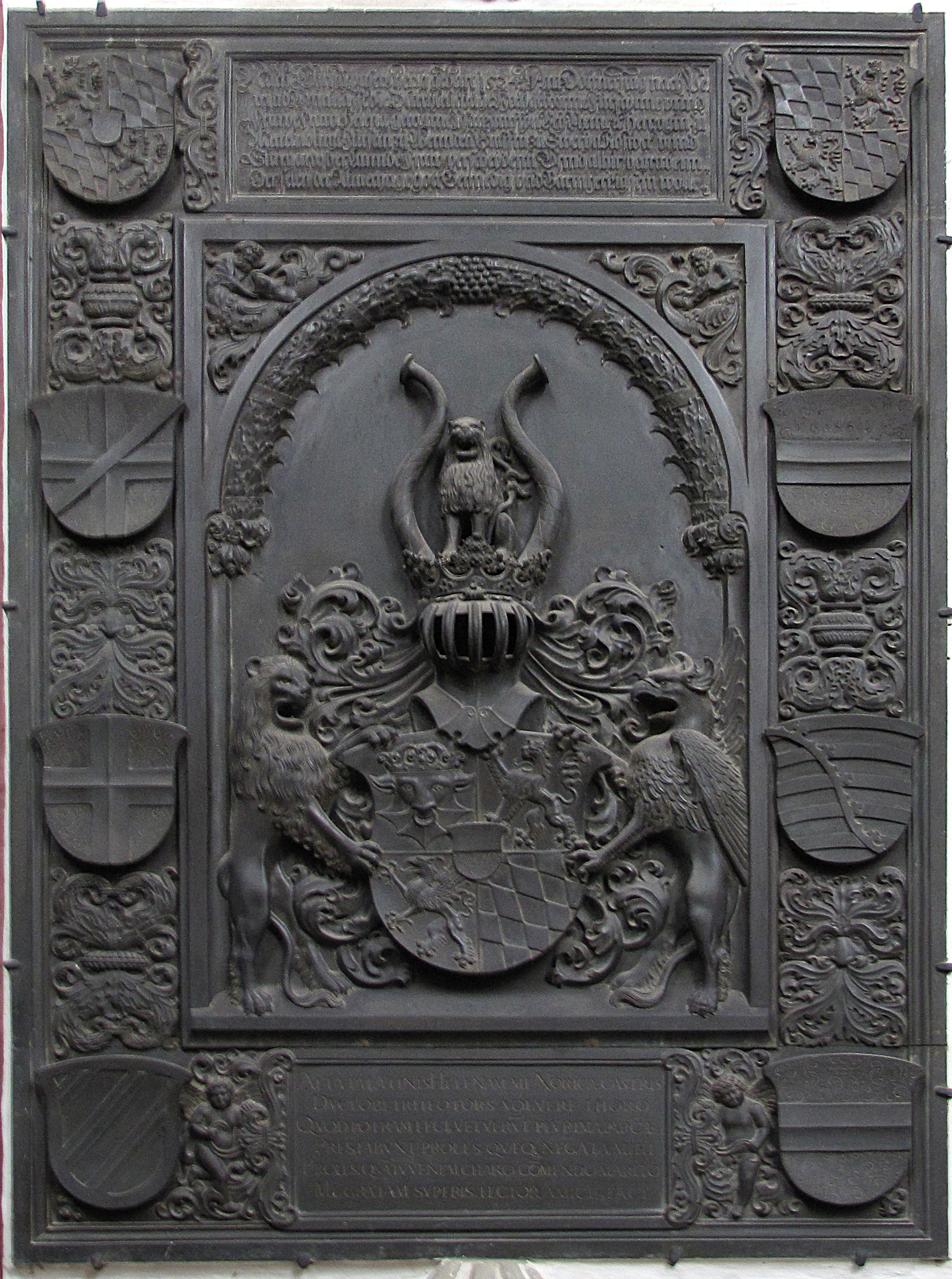
Epitaffio per la duchessa Helene di Meclemburgo, 1527; Duomo di Schwerin.